# Wellesbourne
Wellesbourne est un village et une paroisse civile du Warwickshire, en Angleterre. Administrativement, il dépend du district de Stratford-on-Avon.

## Lieux d'intérêt

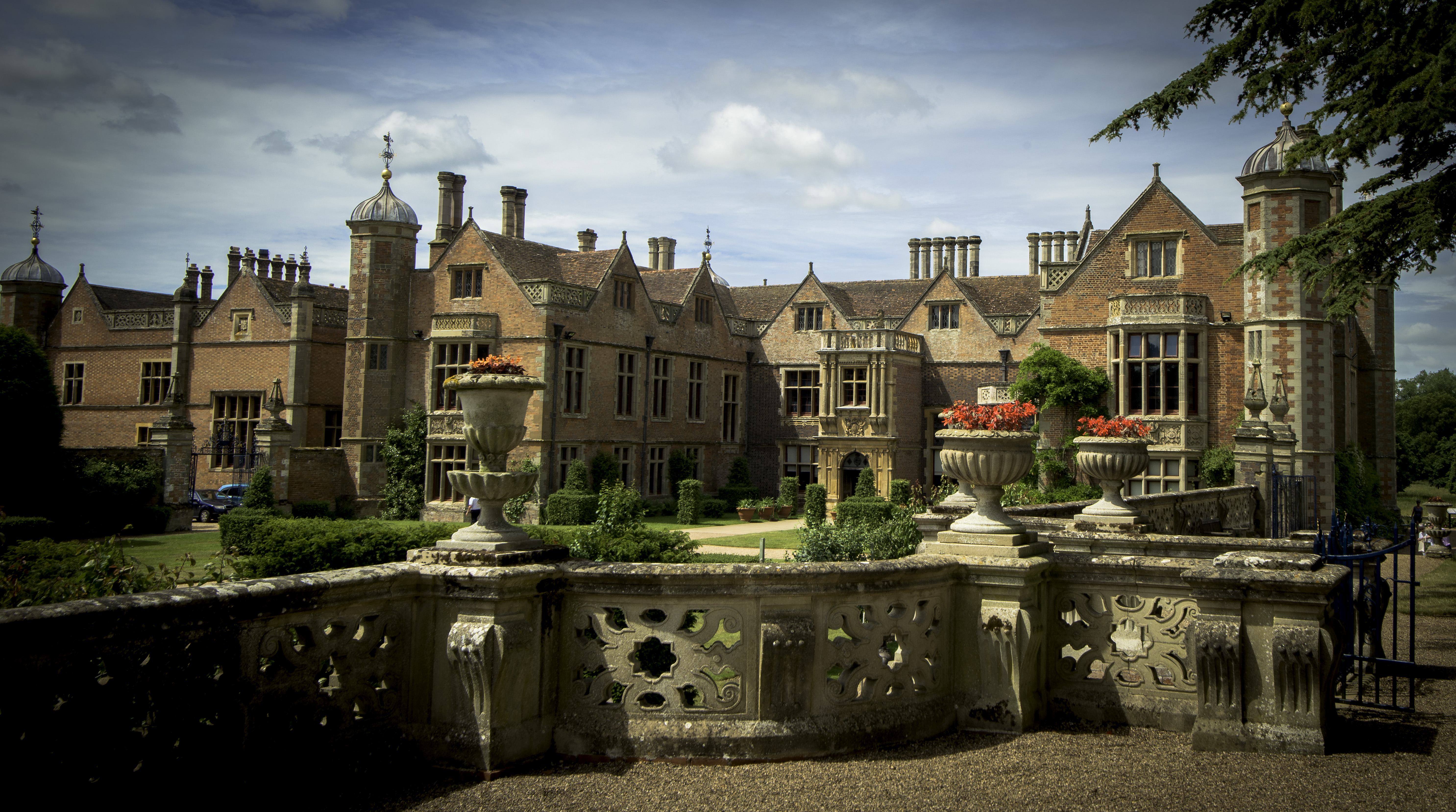
Charlecote Park

Charlecote Park  est une grande maison de campagne du XVIe siècle, entourée de son propre parc à daims, sur les rives de la rivière Avon près de Wellesbourne, à environ 6 km à l'est de Stratford-upon-Avon et à 5 km. (9 km) au sud de Warwick. Ce bâtiment classé Grade I est administré par le National Trust depuis 1946 et ouvert au public. On peut y voir le Portrait de George Lucy (1714 – 1786) par Thomas Gainsborough.

## Sources
- (en) Cet article est partiellement ou en totalité issu de l’article de Wikipédia en anglais intitulé « Charlecote Park » (voir la liste des auteurs).